# SV Vulpeculae
SV Vulpeculae è una stella variabile nella costellazione della Volpetta. Dista 8000 anni luce circa dal sistema solare e la sua magnitudine apparente varia +6,62 a + 7,79 in un periodo di 45 giorni.

## Caratteristiche fisiche
Situata 2º a ovest della stella di quarta magnitudine 15 Vulpeculae, SV Vulpeculae è una variabile cefeide, una di quelle a più largo periodo che si conoscano, comparabile ad esempio a RS Puppis, e il suo tipo spettrale medio è G2,5Iab, che la pone nella categoria delle supergiganti gialle. Il suo raggio, anch'esso variabile così come classe spettrale e temperatura, è enorme, e varia da 211 a 235 volte quello del Sole. Sulla massa non c'è un completo consenso: Neilson et al. (2008) stimano una massa di 14,2 volte quella solare per SV Vulpeculae mentre Hohle (2010) indica un valore molto più basso, di 6,9 masse solari.